# Ting Chang Yang
Ting Chang Yang, Yáng Tíngzhāng 楊庭彰, est un astronome taïwanais.
Le Centre des planètes mineures le crédite de la découverte de douze astéroïdes, effectuée entre 2006 et 2007, toutes en collaboration avec Ye Quan-Zhi.
| (145534) Jhongda      | 1er avril 2006 |
| (145545) Wensayling   | 22 mai 2006    |
| (161715) Wenchuan     | 23 juin 2006   |
| (168126) Chengbruce   | 1er avril 2006 |
| (202605) Shenchunshan | 18 avril 2006  |
| (210030) Taoyuan      | 24 juin 2006   |
| (239200) Luoyang      | 23 juin 2006   |
| (268669) Bunun        | 18 mars 2006   |